# Aleksander Pruszczyński
Aleksander Pruszczyński (ur. 15 grudnia 1902 w Warszawie, zm. 1 lutego 1980 w Łodzi) – polski lekarz internista, patomorfolog, specjalista w dziedzinie patomorfologii, onkologii i cytochemii (twórca patomorfologicznej szkoły naukowej), profesor Uniwersytetu Warszawskiego, współzałożyciel i kierownik Katedry Anatomii Patologicznej Uniwersytetu Łódzkiego i kierownik Zakładu Anatomii Patologicznej WAM, profesor i prorektor AM w Łodzi, doctor honoris causa w roku 1975.

## Życiorys

### Okres II RP
Urodził się i spędził dzieciństwo w Warszawie. W roku 1920, jako 18-latek ochotniczo służył w 5 pułku piechoty Legionów. Maturę zdał w roku 1923 w Gimnazjum im. Lelewela, po czym rozpoczął studia na Wydziale Lekarskim Uniwersytetu Warszawskiego. Już w czasie studiów pracował pod kierownictwem prof. Ludwika Paszkiewicza, znanego patomorfologa (Zakład Anatomii Patologicznej). Jego pierwsze publikacje ukazały się w roku 1928, w czasopismach „Nowotwory” i „Biuletyn” (dotyczyły raka jądra, złośliwego nowotworu nabłonkowego). W czerwcu 1929 roku otrzymał stopień doktora wszech nauk lekarskich.
W latach:
- 1929–1933 – był starszym asystentem w Zakładzie Anatomii Patologicznej, równocześnie pracując, jako wolontariusz, w II Klinice Chorób Wewnętrznych Witolda Orłowskiego (1931–1932)
- 1933–1936 – pracował w Szpitalu Wolskim, jako asystent na oddziale chorób wewnętrznych i gruźliczych Anastazego Landaua (utrzymywał kontakt z Zakładem Anatomii Patologicznej, zajmując się problemem marskości wątroby)
- 1935–1938 – prowadził badania nad nowotworami złośliwymi w Zakładzie Biologii Instytutu Radowego im. M. Curie-Skłodowskiej (jako stypendysta Fundacji im. Jakuba Potockiego[2]) i w Zakładzie Anatomii Patologicznej (od kwietnia 1936, jako starszy asystent). W tym okresie rozwinął zastosowania hodowli tkanek[3] do badań nowotworów i współpracował z Ludwikiem Hirszfeldem, twórcą seroantropologii, poszukując znaczenia odczynów serologicznych w przebiegu gruźlicy i raka
- 1938–1939 – prowadził w Klinice W. Orłowskiego badania wpływu tarczycy na stan ustroju; w tym okresie był też rzeczoznawcą medycznym ZUS, działał w Zrzeszeniu Asystentów UW, w Towarzystwie Lekarskim Warszawskim i in.

### Lata II wojny światowej
W roku 1939 (zob. obrona Warszawy, bombardowanie Warszawy) był komendantem filii Szpitala Ujazdowskiego przy ul. Piusa XI 15 (obecnie ul. Piękna). Po kapitulacji miasta został zdemobilizowany. Pracował w okresie:

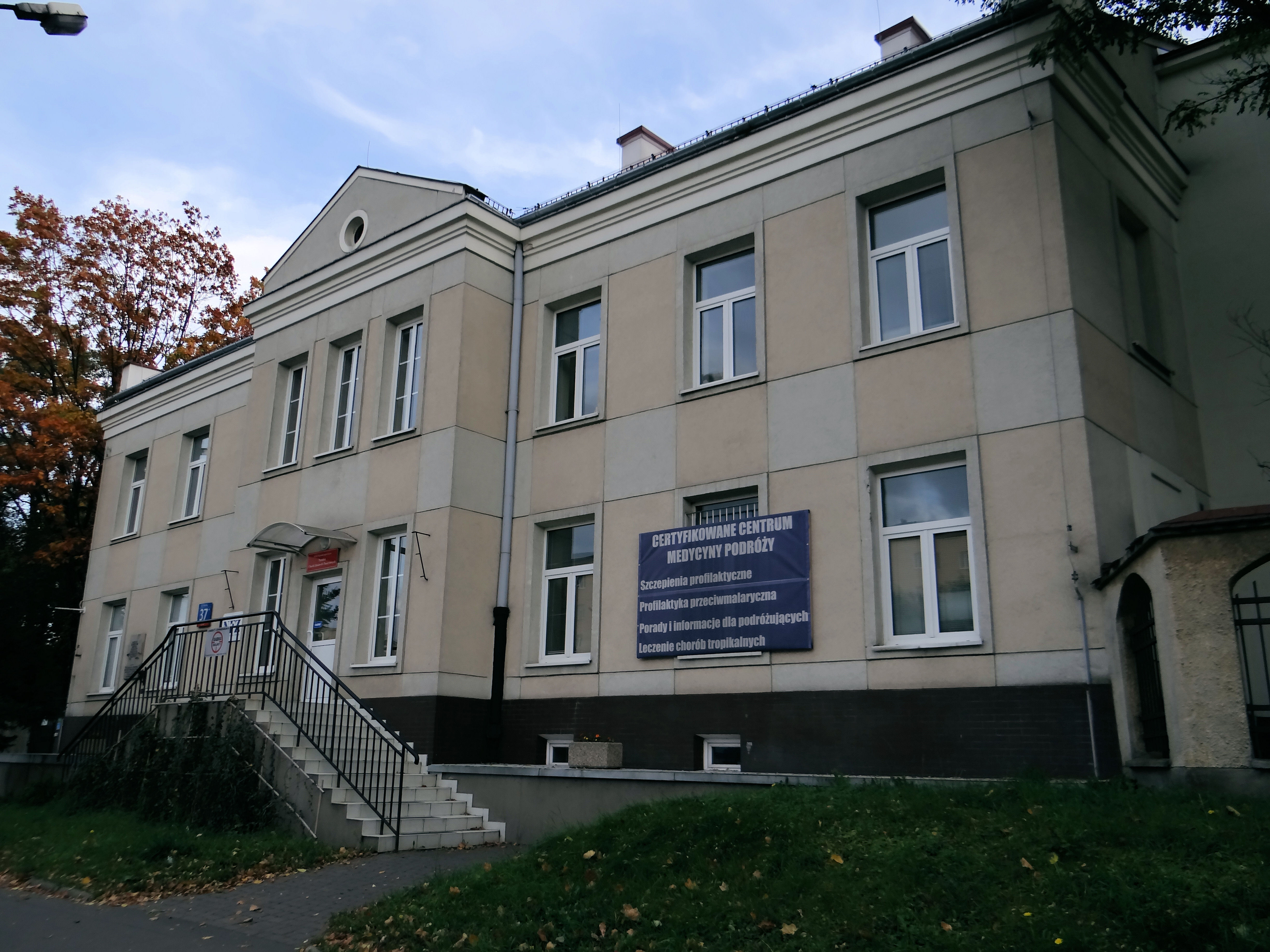
Budynek byłego Szpitala św. Stanisława przy ul. Wolskiej 37

- od końca października 1939 do marca 1942 – w Zakładzie Anatomii Patologicznej UW (od 1940 jako adiunkt)
- od marca 1942 do września 1944 – w Szpitalu Zakaźnym św. Stanisława przy ul. Wolskiej (jako kierownik prosektury)

Był uczestnikiem tajnego nauczania medycyny w Uniwersytecie Warszawskim (Szkoła Zaorskiego)  i Uniwersytecie Ziem Zachodnich (zob. też tajne kształcenie w Warszawskim Uniwersytecie Medycznym). Prowadził wykłady i ćwiczenia z anatomii patologicznej, histologii prawidłowej i embriologii.
W czasie powstania warszawskiego, jako żołnierz Armii Krajowej (AK Śródmieście) zorganizował i prowadził punkt opatrunkowy przy ul. Chmielnej 43
Po wydostaniu się z obozu przejściowego w Pruszkowie przez pół roku był lekarzem rejonowym w Ćmielowie.

### Lata powojenne
Na początku roku 1945 Aleksander Pruszczyński wrócił na stanowisko starszego asystenta w Zakładzie Anatomii Patologicznej UW. W lipcu tegoż roku uzyskał habilitację na podstawie rozpoczętej przed wojną pracy nt. „Wpływ tarczycy na ogólny stan ustroju, na stan morfologiczny krwi, na narządy wewnętrznego wydzielania i narządy krwiotwórcze”. Od stycznia następnego roku był adiunktem Zakładu, a w lipcu został mianowany profesorem nadzwyczajnym i kierownikiem Katedry Anatomii Patologicznej, tworzonej w nowej uczelni łódzkiej.
Zaangażował się w tworzenie Uniwersytetu Łódzkiego. W roku 1951 tak wspominał ówczesną sytuację:

…garstka szaleńców podejmuje się dzieła, które przerasta ich siły, a mianowicie zaczyna organizować Uniwersytet Łódzki z Wydziałem Lekarskim, Farmaceutycznym i Stomatologicznym. Nie mając do rozporządzenia nic, prócz zrozumienia konieczności dziejowej, zapału własnego i ogromnego zapału młodzieży żądnej wiedzy – rozpoczęli pracę, wymagającą olbrzymich wkładów pieniężnych, odpowiednich gmachów i sił ludzkich.

Pierwszą siedzibą I Katedry i Zakładu Anatomii Patologicznej Wydziału Lekarskiego Uniwersytetu Łódzkiego, kierowanej przez A. Pruszczyńskiego, był budynek prosektorium Szpitala im. Norberta Barlickiego. W skład zespołu pracowników wchodzili wówczas: Witold Niepołomski oraz lekarze Józef Szamborski i Andrzej Piotrowski. W prowadzeniu zajęć dydaktycznych pomagali  studenci starszych lat studiów (wśród nich kilkunastu późniejszych profesorów). Ze względu na brak własnych sal i sprzętu ćwiczenia z histopatologii odbywały się w Katedrze i Zakładzie Histologii i Embriologii przy  ul. Narutowicza 60.
Po wyjeździe do Warszawy profesora Józefa Laskowskiego (1947) Aleksander Pruszczyński został również kierownikiem Miejskiego Instytutu Patologicznego (późniejszej filii Katedry Anatomii Patologicznej).

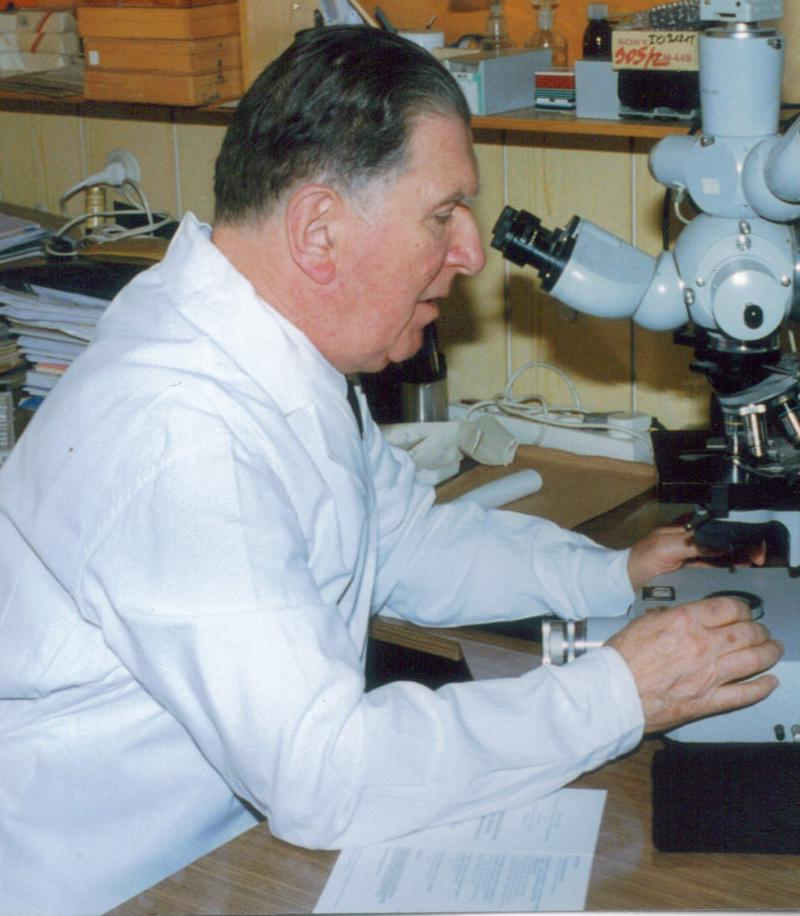
Jeden z byłych naukowych podopiecznych Aleksandra Pruszczyńskiego, prof. Leszek Woźniak przy mikroskopie

Dopiero w latach 1949–1950 lokalowa sytuacja Zakładu uległa istotnej poprawie, m.in. uzyskano możliwość zagospodarowania pomieszczeń na III piętrze budynku przy ul. Narutowicza 96. Urządzono tam pracownię histopatologiczną i salę ćwiczeń histopatologicznych (z 60 mikroskopami; zob. badanie histopatologiczne), pokoje adiunktów i asystentów, sekretariat i pokój kierownika Zakładu. W kolejnych etapach rozwoju Zakładu utworzono m.in. pracownię onkologii doświadczalnej z gabinetem lekarskim (pobieranie materiałów do badań cytologicznych), pracownię hodowli tkanek, neuropatologii i inne. Poprawa warunków sprzyjała naukowemu rozwojowi coraz liczniejszego zespołu. Aleksander Pruszczyński otrzymał tytuł profesora zwyczajnego w lutym 1957 roku. Do chwili jego odejścia na emeryturę (1973) habilitację uzyskało jedenastu pracowników Zakładu. Łącznie prof. Pruszczyński wykształcił 400 specjalistów, w tym 11 profesorów i 4 docentów.
Poza pracami, związanymi z organizacją i rozwojem Katedry i Zakładu Anatomii Patologicznej na Wydziale Lekarskim, Aleksander Pruszczyński:
- organizował Wydział Stomatologiczny i był jego prodziekanem w latach 1947–1948 i dziekanem w latach 1948–1949 (przewodniczył zespołowi opracowującemu program nauczania na tym Wydziale)
- pełnił funkcję prorektora uczelni do spraw nauki (1953–1959)
- współtworzył Wojskową Akademię Medyczną i kierował Katedrą Anatomii Patologicznej WAM w latach 1958–1963

Równocześnie tworzył bazę diagnostyczną dla usług medycznych, wykonywanych dla mieszkańców miasta i regionu łódzkiego. Szczególnie dużo uwagi poświęcał miażdżycy i zawałom wśród ludności Łodzi, uznając je za zagadnienie społeczne; kierował badaniami zmian miażdżycowych sekcyjnych i doświadczalnych (reakcje na protezy naczyniowe).
Po przejściu na emeryturę pracował jako kierownik Studium Doktoranckiego oraz konsultant-histopatolog w Zakładzie Anatomii Patologicznej AMŁ. Był członkiem Komisji Rewizyjnej Polskiego Towarzystwa Anatomicznego, Łódzkiego Towarzystwa Naukowego, Komisji Biologii Nowotworów PAN i Komisji do Badań nad Miażdżycą, Rady Naukowej Instytutu Patologii Akademii Medycznej i Instytutu Medycyny Pracy, komitetów redakcyjnych trzech czasopism medycznych i in. Należał do Europejskiego Towarzystwa Patologów i współorganizował Polskie Towarzystwo Patologów. Pełnił funkcje społeczne w komisjach ministerialnych, miejskich i uczelnianych; był m.in. z ramienia ministra zdrowia członkiem Komisji Stypendiów Naukowych oraz w komisji ds. szkoleniowych wyjazdów pracowników naukowych do ZSRR. Prowadził odczyty i pogadanki w Towarzystwie Wiedzy Powszechnej, liceach ogólnokształcących i fabrykach.

## Tematyka badań naukowych i publikacje
Aleksander Pruszczyński jest autorem lub współautorem ponad 40 artykułów naukowych, m.in. na temat:
- raka jądra, piersi, jajnika i płuc („Nowotwory” 1930, „Medycyna” 1931, 1932, „Pol. Przegl. Radiologiczny” 1932)
- zmian w jajnikach pod wpływem hormonów przysadki („Warsz. Czas. Lek.” 1932, „Monatsschrift für Geburtshilfe” 1932)
- marskości wątroby („Pol. Arch. Med. Wewn.” 1935, 1962)
- pojemności życiowej płuc i zaburzeń wymiany gazowej w gruźlicy („Pol. Gaz. Lek.” 1935, 1936, „Revue de la Tuberculose” 1935)
- serologii gruźlicy i nowotworów („Bull. International de l’Académie Polonaise des Sciences et des Lettres” 1936, „Warsz. Czas. Lek.” 1938)
- rozbieżności pomiędzy rozpoznaniami klinicznymi i patomorfologicznymi („Pol. Tyg. Lek.” 1949)
- patomorfologii gruźlicy (w: „Gruźlica. Rozpoznawanie, leczenie i zapobieganie”, Warszawa 1950 i w: „Nietypowa gruźlica skóry”, Warszawa 1950)
- patomorfologii nadciśnienia tętniczego („Klinika Oczna” 1950, „Pol. Tyg. Lek.” 1950)
- patomorfologii wola tarczycy („Pol. Arch. Med. Wewn.” 1952)
- ostrych siatkowic[e] („Pol. Tyg. Lek.” 1953)
- miażdżycy i zawałów serca (w: „Miażdżyca” Warszawa 1956, „Postępy Higieny i Med. Doświadczalnej” 1961, „Annales Academiae Lodzensis” 1971)
- szerzenia się zakażeń w organizmie[f] (w: „Ostre choroby zakaźne”, Warszawa 1956 I)

oraz innych opracowań (np. w roku 1957 ukazał się zeszyt z serii „Prace Wydziału IV Nauk Lekarskich” ŁTN, poświęcony biegunkom
Łącząc badania naukowe o charakterze teoretycznym z doświadczeniem klinicznym Aleksander Pruszczyński przyczynił się do rozwoju anatomii patologicznej – jest uważany za twórcę szkoły patomorfologicznej, uznawanej przez specjalistów zagranicznych.
Poza artykułami naukowymi opracowywał publikacje o charakterze dydaktycznym – napisał skrypt pt. Nowotwory (wyd. 1947 i 1949) i redagował kolejne wydania podręcznika Ludwika Paszkiewicza „Anatomia patologiczna”. Publikował też wspomnienia z lat tajnego nauczania medycyny w czasie okupacji, m.in. w Uniwersytecie Warszawskim i Uniwersytecie Ziem Zachodnich („Pol. Tyg. Lek.” 1947, w: „Uniwersytet Ziem Zachodnich i tajne kursy uniwersyteckie 1939–1945”, Poznań 1972, w: „Tajne nauczanie medycyny i farmacji w latach 1939–1945”, Warszawa 1977).
Był Członkiem Honorowym Polskiego Towarzystwa Patologów (od 1973), Polskiego Towarzystwa Lekarskiego, Stowarzyszeń Studenckich Kół Naukowych i Związku Studentów Polskich

## Odznaczenia i wyróżnienia
Otrzymał m.in.:
- Order Sztandaru Pracy I klasy
- Krzyż Kawalerski Orderu Odrodzenia Polski (1954)[15]
- Krzyż Oficerski Orderu Odrodzenia Polski
- Złoty Krzyż Zasługi (1952)[16]

W 1968 otrzymał Nagrodę Miasta Łodzi.
Otrzymał doktorat honoris causa Akademii Medycznej w Łodzi (maj 1975) (promotorem był jeden z naukowych podopiecznych, prof. dr hab. Andrzej Kurnatowski). Ponadto został uhonorowany tytułem „Zasłużonego Nauczyciela Polskiej Rzeczypospolitej Ludowej”. Otrzymał też m.in. Nagrodę I stopnia Ministra Zdrowia i Opieki Społecznej.

## Życie rodzinne
Był dwukrotnie żonaty. Pierwsza żona, Helena z Walczewskich (zm. 1935), była absolwentką Wyższej Szkoły Handlowej, pracownicą Ministerstwa Skarbu. Małżeństwo miało córkę Barbarę Teresę (ur. 1933, zamężna Janowska), która została polonistką i nauczycielką (pracowała w szkole dla dzieci słabowidzących). Drugie małżeństwo zawarł w roku 1936 z Anną Aliną z Wysmolińskich (technik rentgenowski). Mieli dwóch synów: Macieja Stanisława (ur. 1937; lekarz, profesor anatomii patologicznej AMŁ) i Wojciecha (ur. 1951; lekarz internista).
Chorował na przewlekłą białaczkę szpikową. Zmarł na początku 1980 roku. Został pochowany na Starym Cmentarzu Katolickim.